# 可锻铁

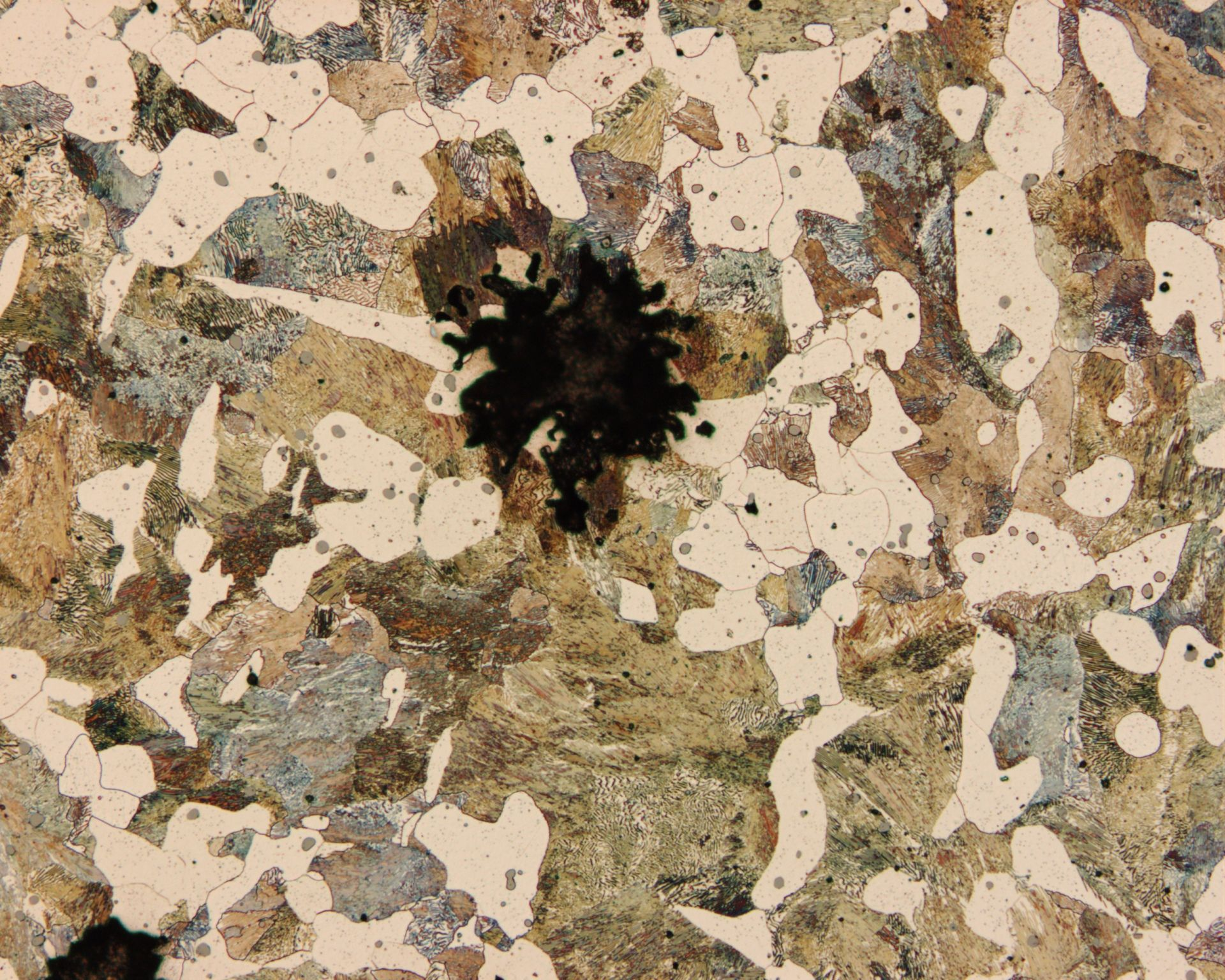
可锻铸铁的晶粒，是放大100倍的薄切片

可锻铁（Malleable iron）也稱為可锻铸铁，是先依白口鑄鐵的方式鑄造（基質為波來鐵，其中有準穩態的碳化三鐵），再透過退火的熱處理，使原始鑄鐵脆性的結構轉變成可锻性的結構。其中的碳會聚集成為團絮狀的石墨，基質依熱處理方式的不同，可能是肥粒鐵或是波來鐵。
可锻铸铁可根据金相组织的不同，分为黑心（blackheart）可锻铸铁、珠光体（pearlitic）可锻铸铁和白心（whiteheart）可锻铸铁。

## 歷史
人類早在公元前四世紀就已開始使用可锻铁，目前考古已發掘到中國的可锻铁製品，製作時間是在公元前四世紀到公元九世紀之間所製作。唐朝時可锻铁的使用已經開始減少，不過仍有找到公元九世紀製作的可锻铁製品。英國1670年代的一篇專利中有提到可锻铁。法國科學家勒内-安托万·费尔绍·德·列奥米尔在1720年針對可锻铁進行了許多的研究。他發現本來質地堅硬無法加工的鑄鐵，若放在鐵礦或是錘渣中，暴露在高溫下數日，即可軟化到可以加工的程度。美國可锻铁的製作是由Seth Boyden開始，他在1826年開設了鑄造廠，製作harness hardware以及其他小型的鑄造件。

## 可鑄造性、熱處理以及鑄造後處理
可锻铁的延展性很好，此特性類似其他碳會形成球形的鐵。以往會將可锻铁視為是一種舊的，無法使用的材料，這是不對的。可锻铁在設計工程師的材料清單中仍有一席之地。若鑄件較小，或是鑄件的截面積較小（小於0.25英吋，6.35 mm），可锻铁是很適合的材料。這種應用下，很難用石墨會成球型的鐵來製造，因為在快速冷卻時會形成碳化鐵。
若在低溫的溫度下，可锻铁的斷裂韌性會比其他球墨鑄鐵要好，因為其含矽量較低。其延性到脆性的轉輚溫度比其他的延性鐵合金要低。
在退水的過程中，為了正確的讓球墨鑄鐵中的石墨形成球狀，需要確保鑄鐵在整個截面是白鑄鐵的情形下固化。鑄鐵的截面若太厚，其冷卻會比較慢，會形成一些原生的石墨。石墨會形成隨機的片狀結構，經過熱處理也不會變成碳化物。若在應用時在這種鑄鐵下施下應力，其斷裂強度會比百鑄鐵要低。有一些對策可以強化白鑄鐵結構的生成，不過可锻铁工廠一般會避免生產大截面的工件。
在鑄造及熱處理之後，可锻铁可以用冷加工的方式成形，例如為了整直、彎曲或是壓印所作的沖壓。這是因為可锻铁對應變率的靈敏度比其他的材料要低。

## 應用
可锻铁常用在需要良好伸張強度以及延展性的小型鑄件中。用途常用在電氣配件、電力線、農具、採礦工具以及機器零件等。